# 伊万·默勒
伊万·默勒（瑞典語：Ivan Möller，1884年2月12日—1972年7月31日），瑞典男子田径运动员，主攻短跑。他曾代表瑞典参加1912年夏季奥林匹克运动会田径比赛，获得男子4×100米接力银牌。